# باشگاه فوتبال چستر
باشگاه فوتبال چستر (به انگلیسی: Chester Football Club) یک باشگاه فوتبال در شهر چستر، کشور انگلستان است که در سال ۲۰۱۰ میلادی تأسیس شده‌است.